# A riveder le stelle
A riveder le stelle è un libro redatto a cura del blog www.beppegrillo.it, curato dal comico, blogger ed attivista genovese Beppe Grillo e pubblicato da Rizzoli nel 2010.
I contenuti sono tratti in misura pressoché totale dai post e dagli articoli comparsi sul blog di Beppe Grillo e hanno come argomento la cosa pubblica e la politica viste come sperpero di denaro pubblico e privilegio di casta, presentando al tempo stesso nuove proposte di risorse energetiche e di aggregazione sociale.
Alla fine del volume, in quarta di copertina, è presente il simbolo del Movimento 5 Stelle, cui il titolo del volume fa chiaramente riferimento.

## Edizioni
- Beppe Grillo, A riveder le stelle. Come seppellire i partiti e tirar fuori l'Italia dal pantano, Rizzoli, 2010, ISBN 978-88-17-04170-6.